# Bunaxella
Bunaxella är ett släkte av spindeldjur. Bunaxella ingår i familjen Cunaxidae.
Kladogram enligt Catalogue of Life:
| Bunaxella | \| \| Bunaxella oribensis \| \| \| \| \| \| Bunaxella quini \| \| \| \| \| \| Bunaxella zebedielensis \| \| \| \| |
|           | \| \| Bunaxella oribensis \| \| \| \| \| \| Bunaxella quini \| \| \| \| \| \| Bunaxella zebedielensis \| \| \| \| |
|           | Allocunaxa |
|           | |
|           | Armascirus |
|           | |
|           | Bonzia |
|           | |
|           | Coleobonzia |
|           | |
|           | Coleoscirus |
|           | |
|           | Cunaxa |
|           | |
|           | Cunaxatricha |
|           | |
|           | Cunaxoides |
|           | |
|           | Dactyloscirus |
|           | |
|           | Denheyernaxoides                                                                                                  |
|           | |
|           | Dunaxeus |
|           | |
|           | Funaxopsis |
|           | |
|           | Lupaeus |
|           | |
|           | Neocunaxoides |
|           | |
|           | Neoscirula |
|           | |
|           | Orangescirula |
|           | |
|           | Parabonzia |
|           | |
|           | Paracunaxoides |
|           | |
|           | Pseudobonzia |
|           | |
|           | Pulaeus |
|           | |
|           | Qunaxella |
|           | |
|           | Riscus |
|           | |
|           | Rubroscirus |
|           | |
|           | Scirula |
|           | |
|           | Scutascirus |
|           | |
|           | Scutopalus |
|           | |
|           | Bunaxella oribensis                                                                                               |
|           | |
|           | Bunaxella quini                                                                                                   |
|           | |
|           | Bunaxella zebedielensis                                                                                           |
|           | |

|  | Bunaxella oribensis     |
|  |                         |
|  | Bunaxella quini         |
|  |                         |
|  | Bunaxella zebedielensis |
|  |                         |